# Renato di Challant
Renato di Challant (Issogne, 1502 – Ambronay, 11 luglio 1565) (in francese, René de Challant) fu uno dei più importanti esponenti della valdostana famiglia Challant ed ebbe il titolo di 5º conte di Challant.

## Biografia

### Vita militare e politica
Unico figlio di Filiberto di Challant e della nobile svizzera Louise d'Aarberg, fin da giovane fu indirizzato verso la vita politica. Il padre e la madre morirono quando aveva solo quattordici e quindici anni e fu quindi educato dalla nonna paterna Marguerite de la Chambre.
Dal padre ereditò il titolo di conte di Challant e i feudi di Graines, Andorno, Surpierre, Issogne, Aymavilles, Verrès, Ussel, Saint-Marcel e Châtillon; dalla madre i titoli di conte sovrano di rango principesco di Valangin, conte di Aarberg, consignore di Cronay e barone di Bauffremont.
A soli quindici anni nel 1517 divenne castellano di Bard, nel 1518 fu nominato Cavaliere dell'Ordine del Collare di Savoia (futuro Ordine Supremo della Santissima Annunziata) e consigliere del duca Carlo II di Savoia. Il 6 gennaio 1528 fu nominato maresciallo di Savoia, e al servizio dei Savoia ricoprì anche le cariche di luogotenente generale della Savoia e ambasciatore in numerose occasioni.
Nel 1536 ingrandì e fortificò il castello di Verrès, adattandolo ad ospitare armi da fuoco con la costruzione di una cinta muraria dotata di torrette per i cannoni.
Nel 1553, in seguito alla morte del duca Carlo II di Savoia, nel corso dell'invasione da parte della Francia della Savoia e del Piemonte venne fatto prigioniero a Vercelli dal maresciallo francese Brissac e rinchiuso nel castello del Valentino a Torino. Invano tentò di liberarsi dalla prigionia e nel 1555 fu costretto, per pagare il pesante riscatto di 30000 scudi, a impegnare le signorie di Ussel e Saint-Marcel con il capitano Paolo Madruzzo e a prendere accordi per un matrimonio tra la propria figlia Filiberta e un membro della famiglia Madruzzo.

### Vita familiare
Sposò in prime nozze nel 1522 Bianca Maria Gaspardone (o Scapardone), vedova di Ermes Maria Visconti, ma ella non sopportando le sue lunghe assenze lo abbandonò pochi mesi dopo le nozze fuggendo con il suo amante Ardizzino Valperga. Bianca Maria fu in seguito condannata a morte nel 1526 per l'assassinio dell'amante e Renato poté sposarsi nuovamente.
Sua seconda moglie fu la nobile portoghese Mencia de Lencastre, figlia di Dinis de Portugal (figlio di Ferdinando II di Braganza) e di Beatriz de Castro, III contessa di Lemos (unica figlia ed erede di Rodrigo Osorio), una donna austera e saggia che rimase al suo fianco per trent'anni. Da Mencia ebbe due figlie, Filiberta e Isabella.

Nel 1555 organizzò le nozze tra la figlia Filiberta e Giovanni Federico Madruzzo, conte di Avio e appartenente alla famiglia dei principi vescovi di Trento e fratello del capitano Paolo Madruzzo, con il quale aveva impegnato la signoria di Saint Marcel, ma alla vigilia delle nozze Filiberta fuggì con un palafreniere rubando parte del tesoro di famiglia. D'accordo con i Madruzzo, Renato riuscì ad evitare lo scandalo sostituendo nel contratto nuziale Filiberta con la sorella Isabella, che sposò così Giovanni Federico Madruzzo.
Dopo la morte della seconda moglie Mencia nel 1558 Renato si sposò ancora due volte, prima nel 1560 con Maria la Palud, figlia di Giovanni conte di Varax e di La Roche e signore di Varambon, ed in seguito con Peronetta de la Chambre, della famiglia della nonna materna Marguerite de la Chambre, ma non riuscì mai ad avere eredi maschi legittimi.

### La successione
Renato morì nel 1565 e non avendo eredì maschi lasciò tutto alla figlia Isabella e a suo marito Giovanni Federico Madruzzo, che divenne così il 6º conte di Challant. Il testamento andava però contro la legge Salica, che non prevedeva la successione per via femminile, e come era accaduto quando Francesco di Challant aveva lasciato i suoi beni alle figlie Caterina e Margherita ne derivò una lunga lite con gli altri cugini maschi della famiglia Challant.
I beni di Renato e il titolo di conte rimasero agli eredi di Isabella e Giovanni Federico fino al 1695, quando i baroni di Challant-Châtillon vinsero la causa in corso da 131 anni e il titolo di conte di Challant venne ereditato da Francesco Gerolamo di Challant-Châtillon.